# Плосківська волость
Плосківська волость — історична адміністративно-територіальна одиниця Тираспольського повіту Херсонської губернії.
Станом на 1886 рік складалася з 2 поселень, 2 сільських громад. Населення — 4913 осіб (2363 осіб чоловічої статі та 2550 — жіночої), 859 дворових господарств.
|                     | Площа, десятин | У тому числі орної, дес. |
| ------------------- | -------------- | ------------------------ |
| Сільських громад    | 11466          | 7425                     |
| Приватної власності | —              | —                        |
| Казенної власності  | —              | —                        |
| Іншої власності     | —              | —                        |
| Загалом             | 11466          | 7425                     |

Основне поселення волості:
- Плоске (Велике Плоске) — село за 20 верст від повітового міста, 4297 осіб, 725 дворів, раскольницький молитовний будинок, земська станція, 12 лавок, 8 винних погребів, винний склад, базари через 2 тижня по понеділках.